# Mattaincourt
Mattaincourt é uma comuna francesa na região administrativa de Grande Leste, no departamento de Vosges. Estende-se por uma área de 5,95 km². Em 2010 a comuna tinha 839 habitantes (densidade: 141 hab./km²).